# Čtyři slunce (album)
Čtyři slunce je EP české rockové skupiny Vypsaná fiXa. Jedná se o soundtrack k filmu Čtyři slunce Bohdana Slámy z roku 2012.

## Seznam skladeb
| Pořadí         | Název           | Délka |
| -------------- | --------------- | ----- |
| 1.             | Ave             | 0:28  |
| 2.             | Fogiho mantra   | 3:34  |
| 3.             | Se za mě stydíš | 0:13  |
| 4.             | Bolesti         | 3:20  |
| 5.             | Ses posral      | 0:22  |
| 6.             | Benzínka        | 3:10  |
| 7.             | Pojeď se mnou   | 0:26  |
| 8.             | Cesta           | 3:06  |
| 9.             | Cejtíš to       | 0:25  |
| 10.            | Čtyři slunce    | 3:48  |
| 11.            | Potřebuju klid  | 3:01  |
| Celková délka: | Celková délka:  | 21:53 |

## Sestava
- Michal Mareda – zpěv, kytara
- Milan Kukulský – kytara
- Daniel Oravec – baskytara
- Petr Martínek – bicí